# Emily Overholt
Emily Overholt (Vancouver, 4 oktober 1997) is een Canadese zwemster. Ze vertegenwoordigde haar vaderland op de Olympische Zomerspelen 2016 in Rio de Janeiro.

## Carrière
Bij haar internationale debuut, op de Gemenebestspelen 2014 in Glasgow, eindigde Overholt als vijfde op de 400 meter wisselslag, daarnaast strandde ze in de series van de 200 meter vlinderslag. Op de 4x200 meter vrije slag veroverde ze samen Samantha Cheverton, Brittany MacLean en Alyson Ackman de zilveren medaille. Op de Pan-Pacifische kampioenschappen zwemmen 2014 in Gold Coast eindigde de Canadese als zesde op de 400 meter wisselslag, op de 200 meter wisselslag werd ze uitgeschakeld in de series. Samen met Samantha Cheverton, Brittany MacLean en Alyson Ackman sleepte ze de bronzen medaille in de wacht op de 4x200 meter vrije slag. Tijdens de wereldkampioenschappen kortebaanzwemmen 2014 in Doha kwam Overholt aan de start van de 200 en 400 meter vrije slag en de 100, 200 en 400 meter wisselslag, op alle afstanden strandde ze in de series.
In Toronto nam de Canadese deel aan de Pan-Amerikaanse Spelen 2015. Op dit toernooi behaalde ze de gouden medaille op de 400 meter vrije slag en de zilveren medaille op de 200 meter vrije slag, in de finale van de 400 meter wisselslag werd ze gediskwalificeerd. Op de 4x200 meter vrije slag legde ze samen met Katerine Savard, Alyson Ackman en Brittany MacLean beslag op de bronzen medaille. Op de wereldkampioenschappen zwemmen 2015 in Kazan veroverde Overholt de bronzen medaille op de 400 meter wisselslag, daarnaast werd ze uitgeschakeld in de series van zowel de 200 als de 400 meter vrije slag. Samen met Katerine Savard, Alyson Ackman en Kennedy Goss strandde ze in de series van de 4x200 meter vrije slag.
Tijdens de Olympische Zomerspelen van 2016 in Rio de Janeiro eindigde de Canadese als vijfde op de 400 meter wisselslag, op de 400 meter vrije slag strandde ze in de series. Op de 4x200 meter vrije slag zwom ze samen met Katerine Savard, Taylor Ruck en Kennedy Goss in de series, in de finale sleepten Savard en Ruck samen met Brittany MacLean en Penelope Oleksiak de bronzen medaille in de wacht. Voor haar aandeel in de series ontving Goss eveneens de bronzen medaille.

## Internationale toernooien
| Jaar | Olympische Spelen                                                                            | WK langebaan                                                                        | WK kortebaan                                                                                        | PanPacs                                                      | Gemenebestspelen                                              | Pan-Ams                                                                     |
| ---- | -------------------------------------------------------------------------------------------- | ----------------------------------------------------------------------------------- | --------------------------------------------------------------------------------------------------- | ------------------------------------------------------------ | ------------------------------------------------------------- | --------------------------------------------------------------------------- |
| 2014 |                                                                                              |                                                                                     | 30e 200m vrije slag 16e 400m vrije slag 29e 100m wisselslag 24e 200m wisselslag 17e 400m wisselslag | 19e 200m wisselslag · 6e 400m wisselslag · 4x200m vrije slag | 15e 200m vlinderslag · 5e 400m wisselslag · 4x200m vrije slag |                                                                             |
| 2015 |                                                                                              | 21e 200m vrije slag · 22e 400m vrije slag · 400m wisselslag · 11e 4x200m vrije slag | |                                                              |                                                               | 200m vrije slag · 400m vrije slag · DSQ 400m wisselslag · 4x200m vrije slag |
| 2016 | 25e 200m vrije slag · 5e 400m wisselslag · 4x200m vrije slag · Overholt zwom enkel de series |                                                                                     | 6-11 december                                                                                       |                                                              |                                                               |                                                                             |

## Persoonlijke records
Bijgewerkt tot en met 9 augustus 2015
Kortebaan
| Afstand         | Tijd    | Datum            | Plaats    |
| --------------- | ------- | ---------------- | --------- |
| 200m vrije slag | 1.57,86 | 3 februari 2014  | Kamloops  |
| 400m vrije slag | 4.06,44 | 5 december 2014  | Doha      |
| 200m wisselslag | 2.11,85 | 14 december 2014 | Beaverton |
| 400m wisselslag | 4.33,46 | 7 november 2015  | Vancouver |

Langebaan
| Afstand         | Tijd    | Datum           | Plaats      |
| --------------- | ------- | --------------- | ----------- |
| 200m vrije slag | 1.57,55 | 15 juli 2015    | Toronto     |
| 400m vrije slag | 4.07,93 | 20 juni 2015    | Santa Clara |
| 200m wisselslag | 2.15,33 | 23 mei 2015     | Vancouver   |
| 400m wisselslag | 4.32,52 | 9 augustus 2015 | Kazan       |